# François Ludo
François Ludo (4. marts 1930 - 29. juni 1992) var en fransk fodboldspiller (forsvarer). Han spillede for henholdsvis Lens, Monaco og Grenoble, og vandt både det franske mesterskab og pokalturneringen Coupe de France med Monaco. Han repræsenterede desuden én gang det franske landshold, i en venskabskamp mod Spanien i april 1961.

## Titler
Ligue 1
- 1961 med AS Monaco

Coupe de France
- 1960 med AS Monaco